# Poblicia misella
Poblicia misella är en insektsart som först beskrevs av Stsl 1863.  Poblicia misella ingår i släktet Poblicia och familjen lyktstritar. Inga underarter finns listade i Catalogue of Life.